# Królikowice (Basse-Silésie)
Pour les articles homonymes, voir Królikowice.
Królikowice est une localité polonaise de la gmina de Kobierzyce, située dans le powiat de Wrocław en voïvodie de Basse-Silésie.

## Histoire
De 1742 à 1945, Krolkwitz fait partie de l'arrondissement de Breslau dans le district de Breslau au sein de la province de Silésie.